# Jean-Yves Le Déroff
Jean-Yves Le Déroff, född den 15 september 1957 i Inezgane i Marocko, är en fransk seglare.
Han tog OS-guld i tornado i samband med de olympiska seglingstävlingarna 1988 i Seoul.